# National LGBTQ Task Force
 (décembre 2021).
La mise en forme du texte ne suit pas les recommandations de Wikipédia : il faut le « wikifier ».
Les points d'amélioration suivants sont les cas les plus fréquents. Le détail des points à revoir est peut-être précisé sur la page de discussion.
- Les titres sont pré-formatés par le logiciel. Ils ne sont ni en capitales, ni en gras.
- Le texte ne doit pas être écrit en capitales (les noms de famille non plus), ni en gras, ni en italique, ni en « petit »…
- Le gras n'est utilisé que pour surligner le titre de l'article dans l'introduction, une seule fois.
- L'italique est rarement utilisé : mots en langue étrangère, titres d'œuvres, noms de bateaux, etc.
- Les citations ne sont pas en italique mais en corps de texte normal. Elles sont entourées par des guillemets français : « et ».
- Les listes à puces sont à éviter, des paragraphes rédigés étant largement préférés. Les tableaux sont à réserver à la présentation de données structurées (résultats, etc.).
- Les appels de note de bas de page (petits chiffres en exposant, introduits par l'outil «  Source ») sont à placer entre la fin de phrase et le point final[comme ça].
- Les liens internes (vers d'autres articles de Wikipédia) sont à choisir avec parcimonie. Créez des liens vers des articles approfondissant le sujet. Les termes génériques sans rapport avec le sujet sont à éviter, ainsi que les répétitions de liens vers un même terme.
- Les liens externes sont à placer uniquement dans une section « Liens externes », à la fin de l'article. Ces liens sont à choisir avec parcimonie suivant les règles définies. Si un lien sert de source à l'article, son insertion dans le texte est à faire par les notes de bas de page.
- La présentation des références doit suivre les conventions bibliographiques. Il est recommandé d'utiliser les modèles {{Ouvrage}}, {{Chapitre}}, {{Article}}, {{Lien web}} et/ou {{Bibliographie}}. Le mode d'édition visuel peut mettre en forme automatiquement les références.
- Insérer une infobox (cadre d'informations à droite) n'est pas obligatoire pour parachever la mise en page.

Pour une aide détaillée, merci de consulter Aide:Wikification.
Si vous pensez que ces points ont été résolus, vous pouvez retirer ce bandeau et améliorer la mise en forme d'un autre article.
La National LGBTQ Task Force est un organisme américain de défense de la justice sociale à but non lucratif qui organise le pouvoir de la communauté des lesbiennes, gays, bisexuels, transgenres et queers (LGBTQ). Également connue sous le nom de The Task Force, l'organisation soutient l'action et le militantisme au nom des personnes LGBTQ et défend une vision progressiste de la libération.
La Task Force organise la conférence annuelle Creating Change, un événement de renforcement des compétences pour la communauté et les alliés, avec plus de 2 000 participants chaque année. Le groupe de réflexion Task Force Policy Institute mène des recherches en sciences sociales, des analyses politiques, le développement de stratégies, l'éducation publique et la défense des droits.

## Histoire
Fondée en 1973 sous le nom de National Gay Task Force, l'organisation est devenue la National Gay and Lesbian Task Force en 1985. Elle a adopté son identité actuelle en octobre 2014,. Les fondateurs de la National Gay Task Force comprenaient Robert L. Livingston et son mari, Tom Ellis ; Howard Junior Brown ; Bruce Voeller ; le père Robert Carter, un prêtre catholique romain ; Ron Gold ; Nathalie Rockhill ; Martin Duberman ; et Frank Kameny. Parmi les membres ultérieurs du conseil d'administration figurait Lani Ka'ahumanu, qui a été la première bisexuelle out à être invitée et à servir dans un conseil d'administration national gay et lesbien.
La Task Force a agi pour promouvoir les droits et l'acceptation des LGBTQ. En 2005, la Task Force a protesté contre l'Instruction concernant les critères de discernement des vocations à l'égard des personnes ayant des tendances homosexuelles en vue de leur admission au séminaire et aux ordres sacrés, interdisant l'ordination de séminaristes catholiques homosexuels.
En 2008, Darlene Nipper devient directrice exécutive adjointe de la National LGBTQ Task Force.
En 2010, Jaime Grant, alors directrice du Policy Institute de la Task Force, a lancé l'idée d'un autocollant rose vif que les gens pourraient coller sur les enveloppes de recensement où figurait un formulaire leur permettant de cocher la case « lesbienne, gay, bisexuel, transgenre ou allié hétéro », ce que son groupe a appelé « queering the census ». Bien que l'autocollant n'ait pas été officiel et que les résultats n'aient pas été ajoutés au recensement, son objectif et celui d'autres personnes étaient d'inclure la statistique dans le recensement de 2020.
En 2013, le groupe de travail a reçu le prix de la grande organisation à but non lucratif de l'année dans le cadre des Pantheon of Leather Awards.

### ConférenceCreating Change
La conférence nationale annuelle sur l'égalité des LGBT: Creating Change a eu lieu pour la première fois en 1988, un an après avoir participé à l'organisation de la deuxième marche nationale sur Washington pour les droits des lesbiennes et des gays. Par exemple, en 2003, la conférence Creating Change a présenté la toute première Skills Academy for Leadership and Action, une session d'une journée consacrée à la formation aux compétences des militants de base.

### Cadres supérieurs
Robert L Livingston, producteur à Broadway, producteur du Joey Bishop show, premier commissaire aux droits de l'homme ouvertement gay, ville de New York, son mari, l'artiste Tom Ellis, et le docteur Howard Brown, chirurgien général de la ville de New York ; cofondateurs, 1973, ville de New York.
- Bruce Voeller (1973-1976 ; codirecteur 1976-1978)
- Jean O'Leary (co-directrice 1976-1979)
- Charles Brydon (coréalisateur 1979-1981)
- Lucia Valeska (coréalisatrice 1979-1982)
- Virginia Apuzzo (1982-1986)
- Jeff Levi (1986-1989)
- Urvashi Vaid (1989-1992)
- Peri Jude Radecic (1992-1994)
- Melinda Paras (1994-1996)
- Kerry Lobel (1996-2000)
- Elizabeth Toledo (2000-2001)
- Lorri Jean (2001-2003)
- Matt Foreman (2003-2008)
- Rea Carey (2008-2021)
- Kierra Johnson (2021-présent)

### Mur d'honneur national LGBTQ
En février 2019, le groupe de travail, en collaboration avec le système judiciaire impérial, a annoncé un projet commun, le Mur d'honneur national LGBTQ, qui sera installé au Stonewall Inn, pour marquer le 50e anniversaire des émeutes de Stonewall. Le Stonewall Inn se trouve au milieu du Greenwich Village de New York, et se trouve en face du Stonewall National Monument, le premier monument national américain dédié aux droits et à l'histoire des LGBT. Le comité du monument a accepté les nominations pour honorer « les vies des pionniers, pionnières et des héros LGBTQ qui sont décédés », et qui ont eu un impact positif sur les droits civils LGBTQ. Les cinquante premiers noms ont été dévoilés en juin 2019 dans le cadre de la célébration Stonewall 50 - WorldPride NYC 2019 Les nominations sont administrées par un conseil des gouverneurs. Les dirigeants LGBTQ comprennent l'activiste transgenre Marsha Botzer. Les nominations sont administrées par un conseil d'administration. Parmi les leaders LGBTQ figurent la militante transgenre Marsha Botzer, la militante LGBTQ noire Mandy Carter, le défenseur des jeunes LGBTQ Wilson Cruz, le militant des droits de l'homme LGBTQ Stuart Milk et le fondateur de la Metropolitan Community Church Troy Perry.

## Voir également
- Droits LGBT aux États-Unis
- Liste d'organisations de défense des droits des LGBT